# SN 1961R
SN 1961R – supernowa odkryta 7 listopada 1961 roku w galaktyce MCG +05-03-76. W momencie odkrycia miała maksymalną jasność 17,00m.